# Szovjetház
A Szovjetház (eredetileg Hungária Nagyszálloda) a Magyarországi Tanácsköztársaság alatt (1919) a népbiztosok és a kommün egyes vezető tisztségviselőinek lakhelye volt, a Budapest belvárosi Belgrád rakparton.

## Története
A népbiztosok kezdetben más-más elsőrangú szállodákban laktak; Szamuely Tibor, Kun Béla és családja, az Astoriában. Szamuely Tiborné Szilágyi Jolán erre az időre így emlékezett vissza: „Nem szerettem az Astoriát. A hallban, a feljáratnál a régi közönség, az újgazdagok mulatoztak cigányzene mellett. 

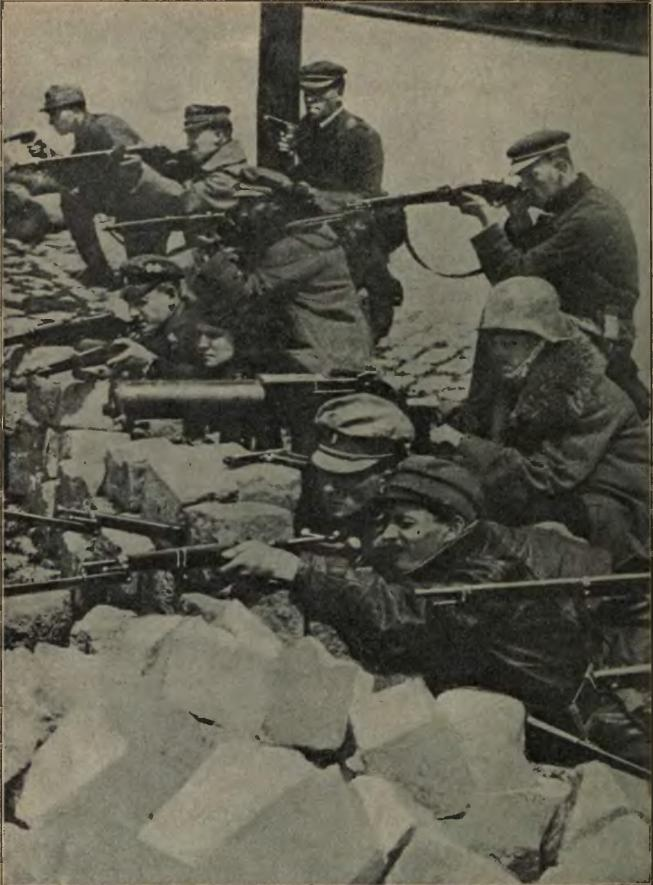
A Szovjetház (Hungária Szálló) vörös védői 1919 júniusában

 Az asztalok sorfala között kellett elvonulni, kíváncsi mohó tekintetek között." A román offenzíva megindulása után a népbiztosok jobbnak látták biztonságosabb helyre költözni családjaikkal, hogy fegyveres védelem alá kerüljenek. Eldöntötték, hogy a Duna-parton levő Hungária Szállóba költöznek, amelyet ezután kezdtek Szovjetháznak hívni. Kun Béláné Gál Irén szerint azért kellett átköltözniük, hogy a népbiztosok „közel egymáshoz, bármikor találkozhassanak”. Az őrség a Cserny-csoportból, illetve a Lenin-fiúkból állt, időnként a Gombos Ferenc vezette különítmény segítségét is igénybe vették. A Szovjetházba kizárólag belépési igazolvánnyal lehetett bejutni, amelyet csak a szálló állandó tagjai kaphattak. Az épületben volt az ún. HÖCS (Hír– és Összekötő Csoport), amely a Böhm Vilmos által Gödöllőre rendelt főhadiszállástól függetlenül Kun Béla és elvtársainak külön vezérkaraként működött. 1919. június 24-én a ludovikás ellenforradalom napján a Szovjetházat dunai monitorok lőtték. A proletárdiktatúra bukásának napján „a Hungáriában nagy volt a sürgés-forgás”. A népbiztosok elhagyták a Szovjetházat, kiutaztak a pályaudvarra, és Ausztriába menekültek.